# Devil's Beef Tub

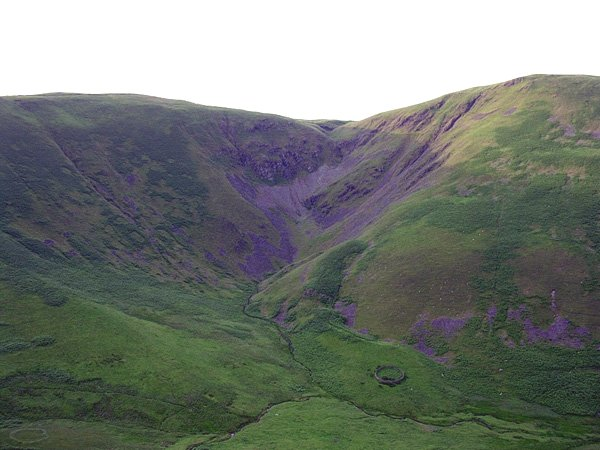
Devil's Beef Tub.

Le Devil's Beef Tub est une vallée de 150 m de profondeur en Écosse au nord de Moffat. Elle est entourée de quatre collines : Great Hill (465 m), Peat Knowe, Annanhead Hill et Ericstane Hill.

## Étymologie
Son nom inusité, se traduisant librement par bassin de bœufs du diable, a plusieurs explications. Il peut provenir de son usage par les Border Reivers, c'est-à-dire le clan Johnstone, que leurs ennemis appelaient « diables », pour cacher le bétail volé. On l'appelle aussi le Marquis of Annandale's Beef-Tub d'après le Lord of Annandale. D'autre part, le nom pourrait être dû au fait que la vallée ressemble à un bassin utilisé pour préserver la viande ,.